# Vulpellac
Vulpellac és una entitat de població del municipi baixempordanès de Forallac. Fins al 1977 fou un municipi independent que s'uní amb Fonteta i Peratallada per formar Forallac. Aquesta població és la que allotja la casa de la vila actual del municipi. El 2019 tenia 222 habitants.
El nucli del poble és un conjunt monument declarat bé cultural d'interès nacional. Destaca el Castell de Vulpellac, un notable exemplar de l'arquitectura civil gòtico-renaixentista, i l'església de Sant Julià i Santa Basilissa.

## Nucli històric
Aquest nucli quedava encerclat per un recinte fortificat, desaparegut en bona part en les reformes que s'hi feren els segles XV-XVI. L'edifici del castell-palau, amb l'església, quedava prop del traçat del llenç oriental de l'esmentat recinte. Vers ponent i vers el nord, hi quedava l'extens albacar, on s'anaren construint els edificis que formen l'actual entrellat urbà. Els diferents vestigis de muralles permeten seguir-ne el traçat en la major part de l'antic recinte. Es conserva un sector, que formava l'angle sud-est, a pocs metres de l'absis i de la paret de migdia de l'església. A uns 30 m de la façana del palau, es conserven uns 20 m del llenç de ponent. A l'extrem nord-oest, es troba una torre de planta circular, que es conserva en uns 8 m d'alçada, encaixonada entre dues cases dels segles XVII-XVIII, i que devia formar un altre angle de la fortificació. Uns 50 m al nord del palau, hi ha la torre-portal, de planta quadrada, que devia formar la cantonada nord-est del recinte, i que hom data dels segles XIII-XIV, cronologia que es pot donar a tot al recinte.
En l'espai situat entre el mur meridional de l'església i el recinte fortificat d'aquella banda, així com pel subsòl de l'església i del castell-palau, han aparegut gran nombre de tombes, datades del segle VII al X, de dos tipus: de lloses senzilles clavades verticalment i del tipus dit antropomòrfic.
El poble de Vulpellac conserva alguns casals amb detalls arquitectònics remarcables, que es poden datar entre els segles xvi i xviii.

## Història
El lloc de Vulpellac apareix documentat per primer cop a finals del segle ix (894). Durant els segles xiii i xiv, hi tenen dret els comtes d'Empúries i del feudal lloc, el bisbe de Girona i el priorat de Sant Miquel de Cruïlles. El 1358, es troba com a senyor de Vulpellac Guillem Sarriera. Aquesta família aconseguí una puixança molt gran, especialment des de la guerra civil catalana de la Generalitat contra Joan II. Durant els segles XV i, especialment el XVI, els Sarriera reformaren el castell, convertint-lo en un sumptuós palau. Fins a mitjan segle xix, la població de Vulpellac segueix la tònica de la comarca. A partir d'aleshores comença a davallar fins al 1910. Posteriorment, s'ha incrementat amb l'expansió industrial de la Bisbal fins cap allà junt amb Peratallada i Fonteta.